# Cormery
Cormery är en kommun i departementet Indre-et-Loire i regionen Centre-Val de Loire i de centrala delarna av Frankrike. Kommunen ligger i kantonen Chambray-lès-Tours som tillhör arrondissementet Tours. År 2022 hade Cormery 1 860 invånare.

## Befolkningsutveckling
Antalet invånare i kommunen Cormery
Referens:INSEE